# 吉川経秋
吉川 経秋（きっかわ つねあき）は、鎌倉時代末期から南北朝時代にかけての武士。安芸国国人・吉川氏7代当主。駿河丸城主。

## 生涯
正平5年/貞和6年、観応元年（1350年）、父吉川経盛から家督を受け継ぎ、吉川氏当主となる。
吉川氏は安芸分郡守護職の武田氏信に従い足利尊氏側で行動している。しかし分家筋の石見吉川氏は足利直冬側に与し、直冬が南朝に帰順すると、同様に南朝に従った。
経秋はこの時期の吉川氏を纏めることができず、石見吉川氏の吉川経兼・経見父子は南朝方として活躍し勢力を伸ばした。結局、経秋には男子がいなかったこともあり、娘の弥徳を石見吉川氏の経見に嫁がせ、婿養子として跡を継がせた。